# مهدی صالح‌پور
مهدی صالح‌پور (زاده ۲۵ اوت ۱۹۷۵) یک بازیکن فوتبال اهل ایران است.